# Bavalatti, Bilgi
Bavalatti là một làng thuộc tehsil Bilgi, huyện Bagalkot, bang Karnataka, Ấn Độ.